# 2018-as labdarúgó-világbajnokság-selejtező (OFC – 1. forduló)
A 2018-as labdarúgó-világbajnokság óceániai selejtezőjének 1. fordulójának mérkőzéseit tartalmazó lapja.

## Lebonyolítás
Az első fordulóban a kiemelési rangsor 8–11. helyezettjei vettek részt. A négy csapat egyetlen csoportot alkotott, mindegyik csapat egyszer játszott a másik három válogatottal. A győztes jutott tovább a második fordulóba, azaz az OFC-nemzetek kupájára.

## Eredmények
A mérkőzéseket 2015. augusztus 31. és szeptember 4. között játszották Tongán.
Sorrend meghatározása
A selejtezők során a csoportokban a következők szerint kellett meghatározni a sorrendet:
1. több szerzett pont az összes mérkőzésen (egy győzelemért 3 pont, egy döntetlenért 1 pont jár, a vereségért nem jár pont)
2. jobb gólkülönbség az összes mérkőzésen
3. több lőtt gól az összes mérkőzésen
4. több szerzett pont az azonosan álló csapatok között lejátszott mérkőzéseken
5. jobb gólkülönbség az azonosan álló csapatok között lejátszott mérkőzéseken
6. több lőtt gól az azonosan álló csapatok között lejátszott mérkőzéseken
7. több idegenben szerzett gól (ha két csapat áll azonosan)
8. rájátszás mérkőzés semleges helyszínen, hosszabbítással és büntetőkkel

| Hely. | Csapat          | M | Gy | D | V | G+ | G– | Gk | P | Továbbjutás                                                                  |
| ----- | --------------- | - | -- | - | - | -- | -- | -- | - | ---------------------------------------------------------------------------- |
| 1.    | Szamoa          | 3 | 2  | 0 | 1 | 6  | 3  | +3 | 6 | Továbbjutott a második fordulóba/a 2016-os OFC-nemzetek kupája csoportkörébe |
| 2.    | Amerikai Szamoa | 3 | 2  | 0 | 1 | 6  | 4  | +2 | 6 |                                                                              |
| 3.    | Cook-szigetek   | 3 | 2  | 0 | 1 | 4  | 2  | +2 | 6 |                                                                              |
| 4.    | Tonga (R)       | 3 | 0  | 0 | 3 | 1  | 8  | −7 | 0 |                                                                              |

| 2015. augusztus 31. 13:00 (UTC+13) |

| Tonga | 0–3               | Cook-szigetek       |
| ----- | ----------------- | ------------------- |
|       | (0–1) Jegyzőkönyv | Saghabi 38' 53' 60' |

| Loto-Tonga Soka Centre, Nukuʻalofa Nézőszám: 400 Játékvezető: Ravitesh Behari (Fidzsi-szigeteki) |

| 2015. augusztus 31. 15:30 (UTC+13) |

| Szamoa                                      | 3–2               | Amerikai Szamoa   |
| ------------------------------------------- | ----------------- | ----------------- |
| Fa'aiuaso 4' Hamilton-Pama 18' Mobberly 26' | (3–1) Jegyzőkönyv | Beauchamp 38' 86' |

| Loto-Tonga Soka Centre, Nukuʻalofa Nézőszám: 200 Játékvezető: Nelson Sogo (Salamon-szigeteki) |

| 2015. szeptember 2. 13:00 (UTC+13) |

| Cook-szigetek | 1–0               | Szamoa |
| ------------- | ----------------- | ------ |
| Saghabi 39'   | (1–0) Jegyzőkönyv |        |

| Loto-Tonga Soka Centre, Nukuʻalofa Nézőszám: 150 Játékvezető: Robinson Banga (vanuatui) |

| 2015. szeptember 2. 15:30 (UTC+13) |

| Tonga          | 1–2               | Amerikai Szamoa      |
| -------------- | ----------------- | -------------------- |
| S. Uhatahi 47' | (0–0) Jegyzőkönyv | J. Manao 49' Ott 51' |

| Loto-Tonga Soka Centre, Nukuʻalofa Nézőszám: 200 Játékvezető: Salesh Chand (Fidzsi-szigeteki) |

| 2015. szeptember 4. 13:00 (UTC+13) |

| Tonga | 0–3               | Szamoa                   |
| ----- | ----------------- | ------------------------ |
|       | (0–2) Jegyzőkönyv | Mobberly 9' Hall 22' 77' |

| Loto-Tonga Soka Centre, Nukuʻalofa Nézőszám: 250 Játékvezető: Averii Jacques (tahiti) |

| 2015. szeptember 4. 15:30 (UTC+13) |

| Amerikai Szamoa           | 2–0               | Cook-szigetek |
| ------------------------- | ----------------- | ------------- |
| Mitchell 58' J. Manao 67' | (0–0) Jegyzőkönyv |               |

| Loto-Tonga Soka Centre, Nukuʻalofa Nézőszám: 250 Játékvezető: Ravitesh Behari (Fidzsi-szigeteki) |